# Пустогород
Пустогоро́д — село в Україні, у Есманьській селищній громаді Шосткинського району Сумської області. Населення становить 415 осіб. До 2020 орган місцевого самоврядування — Пустогородська сільська рада.

## Географія
Село Пустогород знаходиться на березі річки Бики, в місці впадання її в річку Смолянка. На протилежному березі річки Смолянка — село Смолине. На річці кілька загат.
Село розташоване за 60 км від районного центру та за 17 км від залізничної станції Есмань. До автошляху М02E101 Київ — Москва 5 кілометрів.

## Назва
Про походження назви села Пустогород існує народна легенда, в якій говориться про те, як монголо-татари в 1239 році спалили поселення людей, які жили на території сучасного Пустогорода, майже всіх жителів повбивали та забрали в полон.
Вижив один чоловік, він покинув згарище і пішов по дорозі, а назустріч йому їхали люди. Вони запитали його, звідки він йде, на що чоловік відповів: «Я іду з пустого городу…».
Є припущення, що на території с. Пустогород колись існувало місто.

## Історія
- За свідченням «Историко-статистического описания Черниговской епархии» 1873 року (книга 7) село Пустогород існувало ще до монголо-татарського завоювання і є одним з найдавніших поселень Глухівщини.
- Відомий краєзнавець Х. Остапенко, називає село Пустогород найстарішими поселенням нашого краю.
- В названій вже книзі «Историко-статистического описания Черниговской епархии» говориться, що пустогородці вели жорстоку боротьбу з монголо-татарами. «Для защиты своей они наносили бревна и пускали их под ноги осаждавшего врага и после этого Пустогород долго был убежищем для окрестных жителей во время разорений татарских».
- У 1239 рік багатотисячне військо монголів на чолі з ханом Менгу зруйнувало Київ, спалило Чернігів, спустошило Глухів. Народні перекази зберегли пам'ять про героїчний подвиг жителів Пустогорода. У ті часи він був розташований на болоті поряд з нинішнім селом, оточений валом і обнесений глибоким ровом.
- Монголи розраховували оволодіти ним з ходу, але жителі оборонялись запекло і напад відбили. Відбувалось це в день святого Георгія, тож на знак перемоги було тут закладено храм Святого Георгія. Все ж сили оборонців проти монголо-татар були недостатніми і пізніше укріплення було зруйноване, а його захисники і всі жителі — знищені. Городище запустіло і це місце стало називатися Пустогородом.
- Чернігівський князь Михайло син Всеволода Ольговича потрапив у полон і був доставлений у ставку хана. Там на вимогу жерців він повинен був пройти між священними вогнями і поклонитися хану. Михайло заявив: «Не піду крізь вогонь і тварюці не вклонюся». Не стримавшись з люті татарські кати страти непокірного князя…
- Археологічні дослідження підтвердили що поблизу села на правому березі річки Бики збереглися рештки городища часів Київської Русі.

Але в писемних джерелах село Пустогород відоме тільки з другої половини XIV століття.
Це був час страшного для нашого розуміння середньовіччя. Не задовго до цього навколо Глухова існувало удільне князівство, що належало Сімеону Михайловичу, сину Чернігівського князю. І в раз воно припинило своє існування. І справа якраз не в міжусобній війні братів та родичів за престол. Все набагато прозаїчніше.
- В середині XIV століття за свідченням Никонівського літопису «был мор силен зело… в Глухове же тогда ни один человек не остался, вси изомроша». Це сталося в 1352 році.

Після цього Глухів вже три століття не згадується у писемних джерелах, як такий, що фактично перестав існувати.
І в цей час на історичній арені зваляється Пустогород. На думку краєзнавця П. Кисиленка це поселення виникло на місці стародавнього слов'янського городища.
В цей час в другій половині XIV століття наш край потрапляє під владу Литви, а згодом і Польщі.
Зокрема в першій половині XVII століття Пустогородом володів поляк Миховський.
Після перемоги Української держави над поляками в 1654 році воно входило до складу ратушних сіл.
Наступний раз в писемних джерелах це древнє село називається вже на початку XVIII століття. Привід традиційний як для часів козаччини — зміна володіння.
- Зокрема в 1705 році Пустогород гетьманським універсалом Івана Мазепи передається у володіння осавулу генеральної артилерії Семену Картоці. За іншими даними це відбулося 18 грудня 1715 року і осавул уже називається Семеном Карпекою. Крім Пустогороду він також володів селами Юрасівка і Усок нинішнього Ямпільського району.

За переписом 1780 року стає відомо, що на той час в Пустогороді жителів було більше чим зараз — майже тисячу: 431 чоловіків та 418 жінок.
За переказами відомо, що пустогородський священник Андрій Янчуковський у XVIII столітті був командирований в Нову Січ «для увещания» козаків, але ті схопили його і «живым закопали в яму».
уквально якихось дві сотні років тому село Пустогород змушено було поміняти своє місце розташування.
- На початку XIX століття переселення на вільні землі набрало такого розмаху, що пустогородська церква, яка стояла в центрі села опинилася за йог межами, на другому березі річки Бичка. До слова Георгіївська церква в Пустогороді відносилася до 6-го (передостаннього) класу приходських храмів.

Щоб церква не була за межами села, жителі змушені були перенести на свій новообжитий берег. Після цього життя в Пустогороді розвивалось не так вдало як раніше. Все частіше і частіше проливається кров і застосовується сила.
Багато таких історичних події, які відбувались в Пустогороді, пов'язані з першою половиною XX століття. До слова також скажемо, що після зруйнування в 30-х роках XX століття церква в селі до сих пір не відновлена.
- Під час революції 1905 — 1907 років в селі відбувся виступ селян проти місцевого поміщика Чернишина. Цей виступ було придушено з допомогою зброї ескадроном козаків. 9 чоловік було засуджено.
- В січні 1918 року як і в інших селах на Глухівщині було встановлено радянську окупацію. Перша сільська рада була створена на початку 1918 року, першим головою якої був обраний Родителєв М. І. На три роки Пустогород разом з іншими прикордонними селами входить до демаркаційної зони, наводненою тисячами озброєних людей.

Для організації колгоспу в с. Пустогород був направлений один з двадцятип'ятитисячників Ісачкін Микита Васильович. Народився він в 1909 році в Петербурзі, належав до більшовицької партії, служив на Балтійському флоті, працював робітником на одному з заводів Ленінграду. В 1931 році він очолив тільки-но створену сільську партійну організацію.
Але трохи згодом в цьому ж році, після проведення колгоспних зборів він був убитий із рушниці противниками створення колгоспів. Поховали його біля колгоспної контори. Вулицю, на якій знаходиться могила, назвали на його честь.
В роки німецько-нацистської окупації майже половина жителів села влилась до партизанських з'єднань під командуванням Я. І. Мельника і М. І. Наумова. На деякий час цей край став зоною партизанської влади.
Нацисти жорстоко розправилися з мирним населенням. У січні 1942 року всіх жителів села зігнали у школу. Потім відібрали декілька сімей. На них у нацистів була інформація про допомогу партизанам. Цих людей розвели по домівках, де живими і спалили. Всього було спалено 42 чоловіки, серед яких старі люди, а також жінки й діти. Всіх інших було відпущено.
На фронтах Другої світової війни і в партизанських загонах воювало 360 односельців, з них 180 за виявленні героїзм і відвагу нагороджено орденами і медалями. 180 чоловік полягли за незалежність Батьківщини.
У Пустогороді споруджено пам'ятник на честь воїнів, які загинули в бою за визволення села від гітлерівців та всіх тих односельців, які не повернулися з війни.
- Село постраждало внаслідок геноциду українського народу, проведеного окупаційним урядом СССР 1923—1933 та 1946–1947 роках.

## Сьогодення
Населення села поступово зменшується. Якщо в 1970 році в п'яти селах сільської ради проживало 690 чоловік, то через три з половиною десятиліття їх стало майже вдвічі менше. За даними на початок минулого року в чотирьох селах проживало 398 чоловіки. Дворів за цей час стало навіть більше — 205.
У Пустогороді раніше містилася центральна садиба колгоспу «Заря» за яким було закріплено 4661 га сільськогосподарських угідь, в тому числі 3170 га орної землі. 18 трудівників були відзначені орденами й медалями СРСР.
Згодом в період реформування з'явилось ТОВ «Зоря», але вже скоро воно припинило існування. Зараз вся надія на іноземних інвесторів.
В селі є середня школа, нова будівля якої була побудована в 1992 році. В 2001—2002 навчальному році в ній налічувалось 65 учнів проти 227 — в 1971—1972 н. р. Минулого навчального року в Пустогородській одинадцятилітці навчалось лише 48 дітей. У школі нема першого, п'ятого, шостого і восьмого класів.
В селі є Будинок культури, бібліотека, фельдшерсько-акушерський пункт, пошта, магазини. Раніше існував пологовий будинок. В 1948 році Пустогородську школу закінчив Микола Кузьмич Ісаєнко, що став згодом Заслуженим вчителем УРСР.
Згідно з середньостроковою програмою економічного та соціально-економічного розвитку Глухівського району на 2008 — 2011 роки Пустогород віднесено до центру місцевого розвитку з центром у селище Червоному.
3 листопада 2017 року освячено храм-каплицю УПЦ КП святителя Григорія Богослова.
12 червня 2020 року, відповідно до розпорядження Кабінету Міністрів України № 723-р «Про визначення адміністративних центрів та затвердження територій територіальних громад Сумської області», село увійшло до складу Есманьської селищної громади.
19 липня 2020 року, в результаті адміністративно-територіальної реформи та ліквідації Глухівського району, село увійшло до складу новоутвореного Шосткинського району.

#### Російське вторгнення в Україну (з 2022)
17 серпня 2024 року оперативне командування «Північ» повідомило про обстріли Сумської області. Серед постраждалих населених пунктів село Пустогород – 2 вибухи, ймовірно ствольна артилерія 122 мм.
26 серпня 2024 року російські загарбники продовжували обстрілювати прикордонні території Сумської області. Зокрема в селі було зафіксовано  3 вибухи, ймовірно КАБ. В результаті обстрілу пошкоджено навчальний та медичний заклади, адмінбудівлю.
29 серпня 2024 року зафіксовано два обстріли, шість вибухів КАБ.
30 серпня 2024 року зафіксовано два вибухи КАБ.

## Населення

### Мова
Розподіл населення за рідною мовою за даними перепису 2001 року:
| Мова            | Кількість | Відсоток |
| --------------- | --------- | -------- |
| українська      | 350       | 84.34%   |
| російська       | 64        | 15.42%   |
| інші/не вказали | 1         | 0.24%    |
| Усього          | 415       | 100%     |